# Ax (organ de mașină)

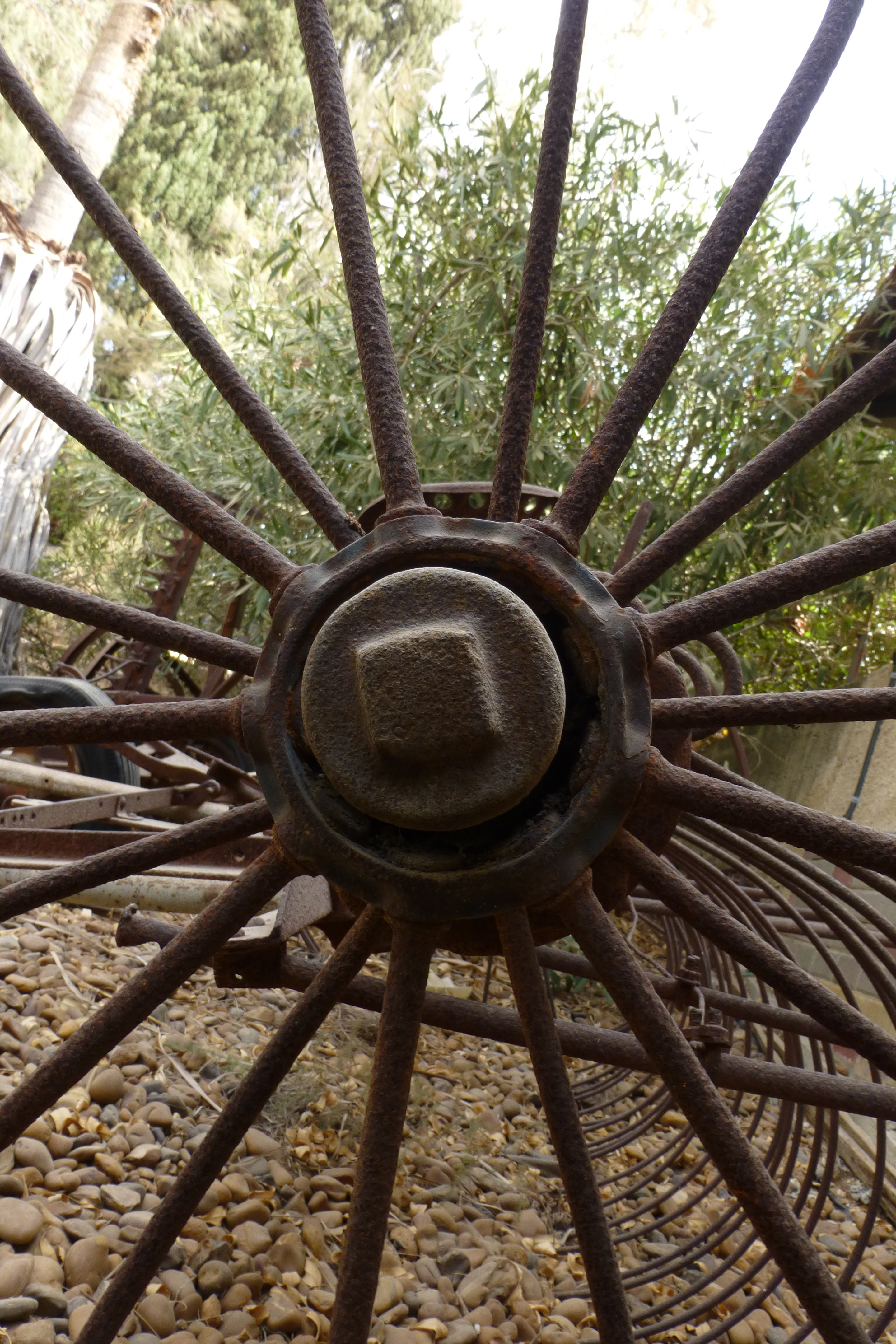
veaction

În tehnică, axul este un organ de mașină de formă cilindrică, confecționat în general din oțel (uneori din fontă sau materiale nemetalice), utilizat pentru susținerea  unor organe de mașini, aflate în mișcare de rotație sau/și translație și este solicitat în principal la încovoiere. În Dicționarul Dexonline termenul ax este sinonim cu osie; la fel și în Wikționar în limba română.
Axul poate fi fix sau rotitor (osie). Spre deosebire de un arbore, un ax nu transmite momente de torsiune utile, ci servește numai pentru ghidarea altor elemente în mișcare de rotație sau translație. Axele sunt componente ale vehiculelor pe roți: servesc pentru transmiterea mișcării de rotație la roți, precum și pentru menținerea poziției roților una față de alta și față de corpul vehiculului.
Un caz particular este axul pistonului (sinonim: "bolț"), organ de mașină de formă cilindrică, cu secțiune plină sau inelară, care face legătura între piston și piciorul bielei.
Este foarte importantă alegerea diametrului axului. Pentru o bună ghidare în rotație este necesar ca lungimea axului să fie de două ori mai mare decât diametrul acestuia.